# Gherardo Sabatini
Gherardo Sabatini (Bologna, 13 maggio 1994) è un cestista italiano.

## Biografia
È il figlio di Claudio Sabatini, già presidente della Virtus Bologna.
Il 20 luglio 2024, fa ritorno per la terza volta alla Fortitudo Bologna. 

## Palmares
- Supercoppa LNP: 1

Fortitudo Bologna: 2024